# Raimondas Rumsas
Raimondas Rumsas (Silute, Lituania, 14 de enero de 1972) es un exciclista lituano que fue profesional entre 1996 a 2004.
Fue el tercer clasificado en el Tour de Francia 2002, el cual es su mejor resultado en una gran vuelta por etapas. En la Vuelta a España, fue 5.º en el año 2000, y en el Giro de Italia, 6.º en 2003.
Se ha visto implicado en varios casos sospechosos de dopaje. En 2002 se encontraron sustancias dopantes en el coche de su mujer, Edita Rumsas, la cual alegó que eran medicinas para su madre.
En 2003 dio positivo en un control antidopaje por EPO, siendo expulsado del equipo Lampre.
El 26 de enero de 2006 él y su mujer Edita fueron condenados por la justicia francesa por tráfico de sustancias dopantes.

## Palmarés
1997
- Carrera de la Solidaridad y de los Campeones Olímpicos

1998
- 2 etapas de la Carrera de la Paz
- 3.º en el Campeonato de Lituania Contrarreloj
- 2.º en el Campeonato de Lituania en Ruta

1999
- Settimana Ciclistica Lombarda, más 1 etapa
- 1 etapa del Circuit des Mines
- 1 etapa de la Carrera de la Paz
- 1 etapa de la Vuelta a Gran Bretaña
- Campeonato de Lituania Contrarreloj
- Baltyk-Karkonosze Tour, más 1 etapa
- 2 etapas del Tour de Polonia
- 3 etapas del Commonwealth Bank Classic

2000
- Giro de Lombardía
- Trittico Lombardo (ver nota)[2]

2001
- Vuelta al País Vasco, más 1 etapa
- 3.º en el Campeonato de Lituania Contrarreloj
- Campeonato de Lituania en Ruta

2002
- 3.º en el Tour de Francia

2005
- Campeonato de Lituania Contrarreloj
- 2.º en el Campeonato de Lituania en Ruta

2006
- Campeonato de Lituania Contrarreloj
- 3.º en el Campeonato de Lituania en Ruta

## Resultados en Grandes Vueltas y Campeonatos del Mundo
| Carrera              | Carrera              | 1996 | 1997 | 1998 | 1999 | 2000 | 2001 | 2002 | 2003 | 2004 |
| -------------------- | -------------------- | ---- | ---- | ---- | ---- | ---- | ---- | ---- | ---- | ---- |
|                      | Giro de Italia       | —    | —    | —    | —    | —    | —    | —    | 6.º  | —    |
|                      | Tour de Francia      | —    | —    | —    | —    | —    | —    | 3.º  | —    | —    |
|                      | Vuelta a España      | —    | —    | —    | —    | 5.º  | —    | —    | —    | —    |
| Mundial en Ruta      | Mundial en Ruta      | Ab.  | —    | 9.º  | 26.º | 20.º | 74.º | —    | —    | Ab.  |
| Mundial Contrarreloj | Mundial Contrarreloj | —    | —    | —    | 16.º | —    | —    | —    | —    | —    |

—: no participa
Ab.: abandono

## Equipos
- Mroz (1996-1999)
- Fassa Bortolo (2000-2001)
- Lampre (2002-2003)
- Acqua & Sapone (2004)